# 庵ひめか
庵 ひめか（いおり ひめか、2002年3月7日 - ）は、日本のAV女優。静岡県出身。元ライフプロモーション所属。

## 経歴
2022年9月 、アイデアポケット専属女優としてAVデビュー。デビューの理由として、「Twitterを見ていて、こんなにかわいい方がAV女優なんだと思って。それで私もこの世界に入ってみたいと思いました」と語っている。ただしAVについて「セックスをする」ことは知っていても、きちんと見たことはなかった。
2023年2月、『アイポケキャンペーン2023』のキャンペーンガールに桃乃木かな、相沢みなみ、桜空もも、天海つばさ、希島あいり、西宮ゆめ、明里つむぎ、加美杏奈、二葉エマ、梓ヒカリ、古川ほのか、八蜜凛と共に就任。また3月には、未歩なな、安達夕莉、宮下玲奈、五芭、古川ほのかと共に『みんなでガンバロ! 新生活応援キャンペーン』のキャンペーンガールに就任。
『月刊FANZA』2023年6月号（ジーオーティー）で雑誌初表紙。
2024年4月よりマドンナへ専属移籍。
2025年6月をもってマドンナ卒業し、7月発売作品よりダスッ!専属女優となる。同年8月12日、所属事務所退所を発表。

## 人物
- チャームポイントはLカップのバスト[2]。胸は小学生の時に既にFカップあったが[7]、中学3年から急に大きくなっていき[2]、高校生のときには今と同じバストサイズとなった[8]。制服をきちんと可愛く着れなくなっていくことが嫌で（太って見える）コンプレックスであった[2][9]。
- 初体験は高校1年生のとき[2]、背が高いイケメンのバスケ部の先輩とホテルで[8]。初交は痛く、当時はセックスはあまり好きじゃなかったという。初めての彼氏とは1年ほど付き合った。その次に付き合ったのは他の高校の体育教師で、高校卒業まで付き合っていた。
- 高校卒業後は居酒屋で働いていた。
- AV業界に入り初めて自分の胸は「武器だ」と肯定的に褒めてもらえるようになったという[2]。
- 比較的厳しい家庭で育てられ、家では人形や犬を与えてもらえなかったため、幼少時は友達の家でシルバニア人形や柴犬と遊ぶことを楽しみにしていた[10]。
- 趣味はネットサーフィン[11]、料理[12]、ラジオ[12]。特技は軟体[13]。
- 好きな食べ物はパイナップルと焼き鳥

## 作品

### アダルトビデオ
- 新人デビュー Lカップ バスト100cm FIRST IMPRESSION 157  －シロウト－ 200分SPECIAL（9月13日、アイデアポケット）[14]
- シロウト本気イキ。－ Lカップ100cm － カ・イ・カ・ン絶頂4 SEX 【専属第2弾】（11月18日、アイデアポケット）[15]
- 柔乳パイズリ天国 たぷんたぷんのやわらか肉感ボインでオチ〇ポぱっくんパイズリ挟射!（12月13日、アイデアポケット）[16]

- ノーブラ浮き乳首を無意識アピールしてくる巨乳お姉さんの天然スケベ誘惑SEX ボクをダメにするLcup神乳を全力揉みまくり（1月10日、アイデアポケット）[17]
- 「クズ生徒たちにSEXさせられました」 巨乳の新任教育実習生がレ×プされた日。（2月14日、アイデアポケット）[18]
- 着衣からは想像もつかないLcup爆乳でチ●ポも心も包み込んでくれる癒し系パイズリ挟射ナース（3月14日、アイデアポケット）[19]
- 極上無敵ボディーを肉感接写アングルで（4月11日、アイデアポケット）[20]
- 出張先相部屋NTR　絶倫の上司に一晩中何度もイカされ続けた巨乳女子社員（5月9日、アイデアポケット）[21]
- ぷるるんオッパイでキミのオチ〇ポ勧誘しちゃうぞ いつもニコニコ! どこでもパコパコ! おっぱいモロ出し逆バニー学園祭（6月13日、アイデアポケット）[22]
- 超騎乗位SP Lcup爆乳おっぱい揺らしながら自分勝手にイク　私をイカせたらイッてもいいよ（7月11日、アイデアポケット）[23]
- 即勃たせてくれるアゲまん 呼べば即舐め 絶倫フェラチオが～るふれんど。 口中出し⑨連発!!（8月8日、アイデアポケット）[24]
- AV史上最高級画質 おっぱいぷるるん美巨乳Lカップソープ嬢（8月15日、アイデアポケット）[25]
- 死ぬほど大嫌いな上司と出張先の温泉旅館でまさかの相部屋に… 醜い絶倫おやじに何度も何度もイカされてしまった私。（9月12日、アイデアポケット）[26]
- スク水マニアのザーメンマーキング（10月10日、アイデアポケット）[27]
- 真夏の輪姦合宿 柔道部の新任顧問のワタシは合宿先の温泉旅館で教え子達に犯され輪姦され性処理オモチャにされました。（11月14日、アイデアポケット）[28]
- おっぱいBoyne! boyne! boyne! ≪ノーブラ着衣巨乳≫「ひめか」と密着デートでフル勃起 雪崩れ込み絶倫エッチ強行!! 庵ひめか（12月12日、アイデアポケット）

- 実家に帰省すると姉は終わってる引きこもり干物で喪女にできあがってた 庵ひめか（1月9日、アイデアポケット）
- 電撃移籍 Madonna専属 庵ひめか 人工知能《AI》を越えた、天然最強LカップBODY―。（4月9日、マドンナ）
- マドンナ専属 電撃移籍第2弾!! 夫と子作りSEXをした後はいつも義父に中出しされ続けています…。 庵ひめか（5月14日、マドンナ）
- ヌードモデルNTR 上司と羞恥に溺れた妻の衝撃的浮気映像 庵ひめか（6月11日、マドンナ）
- 人妻秘書、汗と接吻に満ちた社長室中出し性交 卑猥なLcupと甘いフェイスの秘書登場。 庵ひめか（7月9日、マドンナ）
- 庵ひめか 初原作コラボ!! 2次元超え規格外Lカップ!! 原作:Yatomomin かなさんNTR 裏垢男子に快楽堕ちの爆乳恵体妻をイカせ調教配信!!（8月13日、マドンナ）
- 夫には口が裂けても言えません、お義父さんに孕ませられたなんて…。-1泊2日の温泉旅行で、何度も何度も中出しされてしまった私。- 庵ひめか（9月10日、マドンナ）
- 女教師NTR 不良生徒に最愛の妻を寝取られてー。 庵ひめか（10月8日、マドンナ）
- 庵ひめか16時間 4枚組 IDEAPOCKET PERFECT BEST（11月12日、アイデアポケット）※単体ベスト
- 万引き妻二人を脱がしたら物凄い爆乳という神展開で、ボク専用の言いなりW乳便器にしてやった。 庵ひめか 小花のん（11月12日、マドンナ）
- ハプニングバー人妻NTR 「あなたのためよ…」と言っていた妻がいつしか群がる男たちに夢中になっていた。 庵ひめか（12月10日、マドンナ）

- 身も心も相性抜群の2人ー。’想い’と’唇’が重なる濃密接吻ソープ 庵ひめか（2月11日、マドンナ）
- しごでき部下の庵さんは酔うとＬcup密着肉感痴女に豹変 僕はあの日から、毎日振り回されています…。 庵ひめか（3月11日、マドンナ）
- あざとい義理のいもうと えっ? ずっとおっぱい揺らしてる? “あざと”Lcupの破壊力!! 庵ひめか（4月8日、マドンナ）
- 原作：師走の翁 人妻催眠コンビニ肉便器 カルト的人気同人作品が ついに完全実写化!! 巨乳妻を常識改変!! 職場限定オナホとして 公衆便所肉穴に特別採用!! 庵ひめか（5月13日、マドンナ）
- 寝取らせ串刺し輪姦 愛する妻を深奥まで犯し尽くして下さい―。 庵ひめか（6月10日、マドンナ）
- 派遣マッサージ師にきわどい秘部を触られすぎて、快楽に耐え切れず寝取られました。 庵ひめか（7月29日、ダスッ!）

### アダルトVR
- －圧感－ 初VR ≪映像美・距離感・リアル感　完絶SEXプレイ体感≫ -FIRST VR IMPRESSION- Lカップ バスト100cmを体感。（3月31日、アイデアポケット）[29]
- 「私とキスしてください」 Lカップ巨乳美少女のトロけるディープキスSex VR 激情接吻（5月14日、アイデアポケット）[30]
- おっぱいの感度がエグい!! 爆乳おっぱいにチ○ポ挟んでイキまくりたいパイズリ願望お姉さんVR 庵ひめか（10月6日、アイデアポケット）[31]

- 超高画質8K庵ひめかMadonnaVR初登場 寝てる僕に逆夜這い! どころか我慢できず跨りながらオナニー始めた 性欲つよつよな兄嫁ひめかさん 強制中出し不倫でズブズブの肉体関係になってしまい…。（8月23日、マドンナ）

### アダルト配信
- 配信限定:ナチュポケ REC:庵ひめか ハメ撮り IP女優のありのまま解禁（12月1日、アイデアポケット）

- 配信限定 ハメ撮り MADOOOON!!!! マドンナ専属女優の『リアル』解禁。 庵ひめか（8月6日、マドンナ）

### イメージビデオ
2023年
- Pure Heart 庵ひめか（2月3日、FinePictures）[32]

2024年
- Himeka ぷるるんプリンセス 庵ひめか（8月15日、REbecca）

### 写真集
2023年
- らぶぱら 庵ひめか（6月30日、竹書房、撮影：マキハラススム）ISBN 978-4-8019-3604-1 [33]
- プレミアムヌードポーズブック 庵ひめか（10月20日、ジーオーティー、撮影：田村浩章）ISBN 978-4-8236-0535-2[34]

### デジタル写真集
- 庵ひめか × 宝田もなみ × 松本菜奈実　ボインで何が悪いの? 週刊ポストデジタル写真集（1月13日、小学館、撮影：LUCKMAN）
- We are IdeaPocket! Special Photo Book 2023（2月24日、FANZA BEAUTY COLLECTION）※「アイデアポケット」専属女優13名の撮り下ろし写真を収録。
- ぷるんっ 庵ひめか アサ芸SEXY女優写真集（4月26日、徳間書店、撮影：街田和由）
- プレミアムヌードシリーズ 庵ひめか Lカップ、お届け! 週刊現代デジタル写真集（5月1日、講談社、撮影：福島裕二）[1]
- プレミアムヌードシリーズ 庵ひめか　満点バストは100センチ 週刊現代デジタル写真集（5月1日、講談社、撮影：福島裕二）[35]
- ＃Escape 庵ひめか（8月25日、ジーオーティー、撮影：manimanium）

- プレミアムヌードポーズブック 庵ひめか 増ページ 【デジタル特装版】（1月26日、ジーオーティー、撮影：田村浩章）※紙書籍版未収録の章「Light & Shadow」を追加収録した電子書籍限定版。
- 庵ひめか ひめかの秘め事 vol.1 週刊現代デジタル写真集 【プレミアムヌードシリーズ】（8月26日、講談社、撮影：吉場正和）
- 庵ひめか ひめかの秘め事 vol.2 週刊現代デジタル写真集 【プレミアムヌードシリーズ】（8月26日、講談社、撮影：吉場正和）
- 庵ひめか ひめかの秘め事 vol.3 完全版 週刊現代デジタル写真集 【プレミアムヌードシリーズ】（8月26日、講談社、撮影：吉場正和）

## 製品

### トレーディングカード
- AVC ジューシーハニーコレクションカード DX 2023 石川澪 & 相沢みなみ & 波多野結衣 & 庵ひめか（2023年6月24日、ハバロッサ）

### カレンダー
- 庵ひめか 2025年カレンダー（2024年9月28日、トライエックス）

## 出演

### テレビ
- 月ともぐら（2023年4月14日 - 5月12日、テレビ東京）